# Notorius (programma televisivo)
Notorius è stato un rotocalco televisivo che andava in onda nella fascia preserale (19:30-19:55) su Italia 1 dal 9 marzo al 29 maggio 2015. Era prodotto dalla testata giornalistica Videonews. Si occupava di gossip, mode e tendenze. Curato da Irene Tarantelli e Stefano Pancera.